# Frank-Walter Steinmeier
Frank-Walter Steinmeier (Detmold, 5 gennaio 1956) è un politico tedesco, presidente federale della Germania dal 19 marzo 2017.
È stato vicecancelliere e ministro federale degli affari esteri dal 2005 al 2009, poi nuovamente ministro federale degli affari esteri dal 2013 al 2017, durante i governi di grande coalizione di Angela Merkel. Dal 2009 al 2017 è stato deputato e capogruppo dell'SPD al Bundestag.

## Biografia
Dopo l'Abitur (esame di maturità) studiò diritto all'Università di Gießen. Nel 1982 superò l'esame di Stato in diritto. In seguito lavorò come assistente alla cattedra di diritto pubblico e scienze politiche, sempre all'Università di Gießen. Nel 1991 conseguì il dottorato di diritto.
Divenne consigliere in materia di diritto della comunicazione per la cancelleria della Bassa Sassonia, a Hannover. Nel 1993 fu nominato direttore di gabinetto del primo ministro della Bassa Sassonia, allora Gerhard Schröder. Nel 1996 fu nominato direttore della cancelleria della Bassa Sassonia.
Dopo la vittoria della SPD nelle elezioni legislative del 1998, fu nominato segretario di stato all'ufficio di presidenza del governo del nuovo cancelliere, Gerhard Schröder. Nel 1999 divenne capo dell'ufficio di presidenza. Furono lui ed i suoi collaboratori ad elaborare le grandi linee del programma Agenda 2010, che prevedeva ampie riforme dello stato sociale tedesco.
Il 22 novembre 2005 fu nominato ministro degli esteri nel governo di coalizione di Angela Merkel. Steinmeier è il primo membro del SPD a occupare questo posto dopo Willy Brandt negli anni 1966-1969.
Dopo le dimissioni di Franz Müntefering, assunse anche la carica di vice cancelliere, il 21 dicembre 2007 Il 7 settembre 2008 fu scelto dai vertici dell'SPD come candidato cancelliere per le elezioni politiche del 2009. Nelle elezioni del 2009, Steinmeier perse contro Angela Merkel con 23% dei voti (contro 34,5% per l'unione di CDU/CSU). Per l'SPD, era il voto più basso in tutta la storia della Repubblica Federale.
Tuttavia Steinmeier si candidò per la presidenza del gruppo SPD al Bundestag. Il 29 settembre 2009 fu eletto con 126 su 146 voti.
Steinmeier, nel dicembre 2013, è ancora scelto per guidare il ministero degli esteri, in quota SPD, nel governo di Angela Merkel. Resta in carica fino al gennaio 2017, in previsione della sua elezione a Presidente Federale.
Alle elezioni presidenziali del 12 febbraio 2017, l’assemblea federale elegge Steinmeier Presidente della Repubblica Federale Tedesca; entra in carica il 19 marzo successivo.
Di fede evangelica, è sposato e ha una figlia.
Nel gennaio 2022 i principali partiti tedeschi hanno indicato Steinmeier come candidato per un secondo mandato alle elezioni presidenziali previste per il 13 febbraio 2022. È quindi stato rieletto dal Parlamento.